# Peloponéská válka (počítačová hra)
Peloponéská válka je strategická hra pro počítače Sinclair ZX Spectrum a kompatibilní (například Didaktik). Jedná se o hru českého původu, autory jsou Michal Janáček a Ladislav Schön. Autorem hudby ve hře je Miroslav Hlavička. Vydavatelem hry byla společnost Proxima – Software v. o. s., hra byla vydána v roce 1994 jako součást kompletu dvou her, kde druhou hrou byla hra Aven.
Děj hry je situován do peloponéské války, kdy spolu bojovaly Sparta a Athény, hráč je v pozici vůdce Athén a jeho cílem je porazit Spartu. Ke splnění tohoto cíle hráč může stavět armádu a loďstvo, obsazovat města, válčit, budovat nová města. Pro budování měst jsou k dispozici stavby: dům, statek, pole, dílna, dok, hospoda a lázně. Ve vybudovaných městech je nutné si hlídat popularitu.
Lodě a pozemní vojenské jednotky lze poslat na konkrétní místo, je možné nechat stavět nové lodě a nechat vycvičit novou vojenskou jednotku. Poškozenou loď je možné nechat opravit ve vlastním městě.
V případě potřeby může hráč zpomalit nebo zrychlit čas ve hře.